# Schach dem Teufel
Schach dem Teufel (Originaltitel: Beat the Devil) ist ein US-amerikanisch-britisch-italienischer Abenteuerfilm aus dem Jahre 1953. Der Film basiert auf dem Roman Beat the Devil von James Helvick, ein Pseudonym des Autors Claud Cockburn. Der Film wurde in Italien und England gedreht. Der US-amerikanische Schriftsteller Truman Capote schrieb gemeinsam mit Regisseur John Huston das Drehbuch.

## Handlung
Eine zwielichtige Gruppe von Abenteurern möchte Uran aus Britisch-Ostafrika schmuggeln. In Italien bereiten sie sich auf ihr Abenteuer vor, das ihnen Millionen bringen soll, und warten ungeduldig auf die sich verspätende Schiffspassage nach Afrika. Anführer der Gruppe ist der Brite Peterson. Zu seinen Kumpanen zählen der angebliche Ire O’Hara, der Italiener Ravello und der aggressive, dem Faschismus zugeneigte Major Jack Ross. Auch der Amerikaner Billy Dannreuther gehört mit seiner italienischen Ehefrau Maria zu dieser Gruppe, allerdings misstrauen er und der Rest der Bande sich. Billy ahnt, dass Major Ross einen britischen Kolonialoffizier umgebracht hat, der den Plan der Gruppe gefährdete.
Billy lernt in einem Straßencafé das britische Ehepaar Chelm kennen. Gwendolen Chelm ist von Billy fasziniert und so gerät das Touristenpaar in das Abenteuer der Gruppe. Um ihre eigene Bedeutung aufzuwerten, behauptet Gwendolen, dass es sich bei ihrem Ehemann um einen Sir und eine bedeutende Persönlichkeit handele. Harry Chelm erfüllt tatsächlich alle Klischees über Upper-Class-Briten, jedoch übernahm er sein Verhalten nur von den verarmten Adeligen, die seine Eltern in ihrer einfachen Pension wohnen hatten. Die Gruppe weiß das allerdings nicht und spekuliert über die Absichten des angeblich einflussreichen Chelm. Während Gwendolen und Billy eine Affäre beginnen und sich ihre Liebe gestehen, flirtet auch Billys Ehefrau Maria mit Harry.
Bei der Überfahrt nach Afrika wird die Lage der Gruppe zunehmend bedrohlich. Harry Chelm hat von dem Plan erfahren, dass Uran aus der Kolonie geschmuggelt werden soll, und will als pflichtgetreuer Brite den Betrug der britischen Kolonialregierung melden. Auch Billy und Maria können ihn von diesem Vorhaben nicht abbringen, sodass sein Leben in großer Gefahr schwebt. Peterson beauftragt Major Ross mit dem Mord an Harry, der nur durch das Einschreiten von Billy nicht gelingt. Der betrunkene Kapitän des Schiffes glaubt allerdings nicht den Anschuldigungen des erzürnten Harrys gegen die Gruppe und schließt ihn in einer Schiffskabine ein, was für diesen eine Demütigung darstellt. Unterdessen erleidet das ohnehin dürftige Schiff einen kompletten Zusammenbruch und die Passagiere müssen ein Rettungsboot besteigen. Als Billy Harry aus der Kabine holen will, ist dieser nicht mehr da: In seinem Abschiedsbrief kündigt er seinen Suizid durch Ertrinken an.
Als die Gruppe schließlich an einem Strand der nordafrikanischen Küste landet, wird sie von Arabern gefangen genommen. Diese halten sie für mögliche Spione oder Revolutionäre. Doch Billy befreundet sich mit dem arabischen Beamten Ahmed, erzählt diesem von seiner angeblichen Bekanntschaft mit der von Ahmed idolisierten Rita Hayworth und verspricht einige Gefälligkeiten. Schließlich lassen die Araber sie wieder frei und auf einem Segler kommen sie zurück in das italienische Dorf, wo sie bereits eingangs waren. Dort wird die Bande schließlich von Gwendolen, die das Andenken ihres angeblich verstorbenen Ehemannes wahren will, verraten. Peterson, O’Hara, Ross und Ravello werden als Mörder beziehungsweise Beihelfer des Mordes am Kolonialbeamten verhaftet. Gwendolen erhält unterdessen einen Brief aus Ostafrika: Harry hat seinen Tod nur vorgetäuscht und inzwischen das Land mit dem Uran erworben, das Peterson eigentlich haben wollte, und würde ihr ihre Affäre verzeihen. Billy bricht in ein großes Lachen aus.

## Hintergrund
Der Film war beim Kinopublikum seinerzeit ein Misserfolg. Das Publikum hatte einen Gangsterfilm mit Publikumsliebling Humphrey Bogart erwartet, erhielt jedoch eine Satire auf das Genre. Für Bogart, der sich auch finanziell an dem Film beteiligt hatte, bedeutete das einen großen finanziellen Verlust. Am Drehbuch schrieb neben Capote auch Peter Viertel mit, der jedoch nicht bei den Credits erwähnt wurde.
Ausserdem erlitt Bogart während der Dreharbeiten einen Autounfall wobei er einigen Zähne verlor. In den nachfolgenden Szenen wurde Bogart wegen seiner schlecht verständlichen Aussprache von Peter Sellers, bekannt für seine Imiationen, synchronisiert.

## Synchronisation
Die deutsche Synchronbearbeitung entstand 1954.
| Rolle                | Darsteller        | Synchronstimme        |
| -------------------- | ----------------- | --------------------- |
| Billy Dannreuther    | Humphrey Bogart   | Paul Klinger          |
| Mrs. Gwendolen Chelm | Jennifer Jones    | Eleonore Noelle       |
| Maria Dannreuther    | Gina Lollobrigida | Gisela Trowe          |
| Peterson             | Robert Morley     | Erich Fiedler         |
| Julius O’Hara        | Peter Lorre       | Alfred Balthoff       |
| Harry Chelm          | Edward Underdown  | Siegfried Schürenberg |
| Insp. Jack Clayton   | Bernard Lee       | Paul Wagner           |
| Ravello              | Marco Tulli       | Friedrich Joloff      |

## Kritiken
„Ironische Verulkung der üblichen Gangsterfilme in hervorragender Besetzung.“

„Verulkung der üblichen Gangsterfilme. Die (...) verzwickt-amüsante Geschichte bleibt durch kräftige Ironie auch bei der Schilderung weiblicher Untreue relativ erträglich.“